# Musculus sphincter ani externus
De musculus sphincter ani externus is een elliptisch gevormde  sluitspier die de anus afsluit. De musculus sphincter ani externus bestaat uit 8 tot 10cm lang dwarsgestreept spierweefsel en is nauw verbonden met de wat dieper gelegen musculus sphincter ani internus bestaand uit glad spierweefsel.

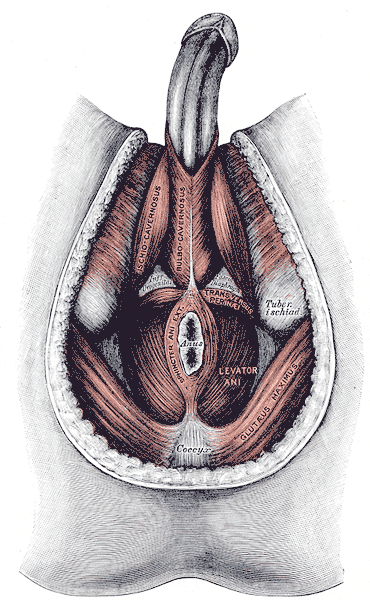
Spieren in het perineum van de man
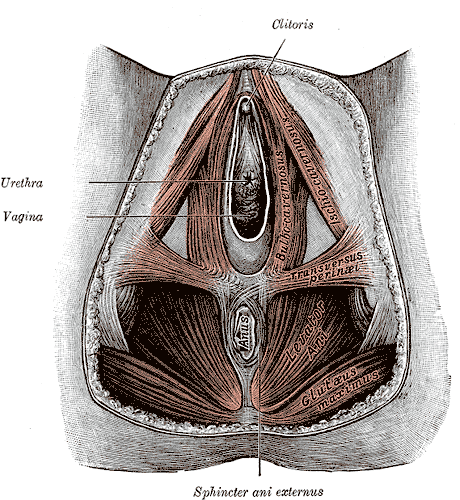
Spieren in het perineum van de vrouw